# سنگ‌لیس
سنگ‌لیس، ماهی سنگی یا گار (نام علمی: Garra rossica) گونه‌ای ماهی است از سنگ‌لیس‌ها (Garra) در خانواده کپورماهیان.
سنگ‌لیس در ایران به‌ویژه در قنات‌های مناطق خشک و نیمه‌خشک زندگی می‌کند.
از دیگر ماهی‌های سرده سنگ‌لیس بومی ایران می‌توان ماهی گل‌چراغ (Garra persica) را نام برد.